# Кощеев, Михаил Владимирович
Михаил Владимирович Кощеев (5 апреля 1967, СССР) — российский футболист, игрок в мини-футбол. Известен своими выступлениями за екатеринбургский клуб «ВИЗ» и сборную России по мини-футболу.

## Биография
Кощеев начинал мини-футбольную карьеру в команде УПИ. Он помог «студентам» выйти в Высшую лигу, а также успешно выступить на нескольких студенческих турнирах. Но в элите российского мини-футбола Михаил появился в составе другого клуба — новоуральского «Строителя». Обратив на себя внимание высокой результативностью, летом 1994 года Кощеев перешёл в екатеринбургский «ВИЗ». На протяжении следующих трёх сезонов он был одним из лидеров екатеринбургской команды, постоянно будучи в числе её лучших бомбардиров.
В 1994 году Кощеев стал чемпионом мира среди студентов. А в 1996 году он уже в составе основной сборной поехал на чемпионат мира, где выиграл бронзу. Всего за первую национальную команду он сыграл 14 матчей и забил 10 мячей.

## Достижения
- Бронзовый призёр чемпионата мира по мини-футболу 1996
- Победитель студенческого чемпионата мира по мини-футболу 1994